# Arondismentul Mantes-la-Jolie
Arondismentul Mantes-la-Jolie (în franceză Arrondissement de Mantes-la-Jolie) este un arondisment din departamentul Yvelines, regiunea Île-de-France, Franța.

## Subdiviziuni

### Cantoane
- Cantonul Aubergenville
- Cantonul Bonnières-sur-Seine
- Cantonul Guerville
- Cantonul Houdan
- Cantonul Limay
- Cantonul Mantes-la-Jolie
- Cantonul Meulan-en-Yvelines
- Cantonul Mantes-la-Ville

### Comune
| 1. Adainville (78006)               | 2. Andelu (78013)                     | 3. Arnouville-lès-Mantes (78020)     | 4. Aubergenville (78029)             |
| 5. Auffreville-Brasseuil (78031)    | 6. Aulnay-sur-Mauldre (78033)         | 7. Bazainville (78048)               | 8. Bazemont (78049)                  |
| 9. Bennecourt (78057)               | 10. Blaru (78068)                     | 11. Boinville-en-Mantois (78070)     | 12. Boinvilliers (78072)             |
| 13. Boissets (78076)                | 14. Boissy-Mauvoisin (78082)          | 15. Bonnières-sur-Seine (78089)      | 16. Bouafle (78090)                  |
| 17. Bourdonné (78096)               | 18. Breuil-Bois-Robert (78104)        | 19. Brueil-en-Vexin (78113)          | 20. Bréval (78107)                   |
| 21. Buchelay (78118)                | 22. Chapet (78140)                    | 23. Chaufour-lès-Bonnières (78147)   | 24. Civry-la-Forêt (78163)           |
| 25. Condé-sur-Vesgre (78171)        | 26. Courgent (78185)                  | 27. Cravent (78188)                  | 28. Dammartin-en-Serve (78192)       |
| 29. Dannemarie (78194)              | 30. Drocourt (78202)                  | 31. Ecquevilly (78206)               | 32. La Falaise (78230)               |
| 33. Favrieux (78231)                | 34. Flacourt (78234)                  | 35. Flins-Neuve-Église (78237)       | 36. Flins-sur-Seine (78238)          |
| 37. Follainville-Dennemont (78239)  | 38. Fontenay-Mauvoisin (78245)        | 39. Fontenay-Saint-Père (78246)      | 40. Freneuse (78255)                 |
| 41. Gaillon-sur-Montcient (78261)   | 42. Gambais (78263)                   | 43. Gargenville (78267)              | 44. Gommecourt (78276)               |
| 45. Goussonville (78281)            | 46. Grandchamp (78283)                | 47. Gressey (78285)                  | 48. Guernes (78290)                  |
| 49. Guerville (78291)               | 50. Guitrancourt (78296)              | 51. Hardricourt (78299)              | 52. Hargeville (78300)               |
| 53. La Hauteville (78302)           | 54. Herbeville (78305)                | 55. Houdan (78310)                   | 56. Issou (78314)                    |
| 57. Jambville (78317)               | 58. Jeufosse (78320)                  | 59. Jouy-Mauvoisin (78324)           | 60. Jumeauville (78325)              |
| 61. Juziers (78327)                 | 62. Lainville-en-Vexin (78329)        | 63. Limay (78335)                    | 64. Limetz-Villez (78337)            |
| 65. Lommoye (78344)                 | 66. Longnes (78346)                   | 67. Magnanville (78354)              | 68. Mantes-la-Jolie (78361)          |
| 69. Mantes-la-Ville (78362)         | 70. Mareil-sur-Mauldre (78368)        | 71. Maule (78380)                    | 72. Maulette (78381)                 |
| 73. Meulan-en-Yvelines (78401)      | 74. Moisson (78410)                   | 75. Mondreville (78413)              | 76. Montainville (78415)             |
| 77. Montalet-le-Bois (78416)        | 78. Montchauvet (78417)               | 79. Mousseaux-sur-Seine (78437)      | 80. Mulcent (78439)                  |
| 81. Les Mureaux (78440)             | 82. Ménerville (78385)                | 83. Méricourt (78391)                | 84. Mézières-sur-Seine (78402)       |
| 85. Mézy-sur-Seine (78403)          | 86. Neauphlette (78444)               | 87. Nézel (78451)                    | 88. Oinville-sur-Montcient (78460)   |
| 89. Orgerus (78465)                 | 90. Orvilliers (78474)                | 91. Osmoy (78475)                    | 92. Perdreauville (78484)            |
| 93. Porcheville (78501)             | 94. Port-Villez (78503)               | 95. Prunay-le-Temple (78505)         | 96. Richebourg (78520)               |
| 97. Rolleboise (78528)              | 98. Rosay (78530)                     | 99. Rosny-sur-Seine (78531)          | 100. Sailly (78536)                  |
| 101. Saint-Illiers-la-Ville (78558) | 102. Saint-Illiers-le-Bois (78559)    | 103. Saint-Martin-des-Champs (78565) | 104. Saint-Martin-la-Garenne (78567) |
| 105. Septeuil (78591)               | 106. Soindres (78597)                 | 107. Tacoignières (78605)            | 108. Le Tartre-Gaudran (78606)       |
| 109. Le Tertre-Saint-Denis (78608)  | 110. Tessancourt-sur-Aubette (78609)  | 111. Tilly (78618)                   | 112. Vaux-sur-Seine (78638)          |
| 113. Vert (78647)                   | 114. La Villeneuve-en-Chevrie (78668) | 115. Villette (78677)                | 116. Épône (78217)                   |
| 117. Évecquemont (78227)            |                                       |                                      |                                      |